# Alexander MacFarlane (astrónomo)
Alexander MacFarlane  (c. 1702-23 de agosto de 1755) fue un dueño de plantaciones británico que trabajó como comerciante, juez, y político en Jamaica, actividades que simultaneó con su afición por la astronomía y las matemáticas. Nacido en Escocia, se graduó en la Universidad de Glasgow en 1728 y emigró a Jamaica, por entonces una colonia británica, donde se estableció como comerciante y adquirió varias plantaciones de caña de azúcar explotadas con esclavos.
Además de sus cargos como juez y político, también desarrolló su afición por la astronomía en Port Royal y en Kingston, utilizando equipos comprados a su colega el también dueño de plantaciones y astrónomo Colin Campbell. Después de su muerte en 1755, legó sus plantaciones a sus hermanos y su equipo astronómico a la Universidad de Glasgow, que lo utilizó para crear un observatorio, que sería nombrado Observatorio Macfarlane en su memoria.

## Semblanza

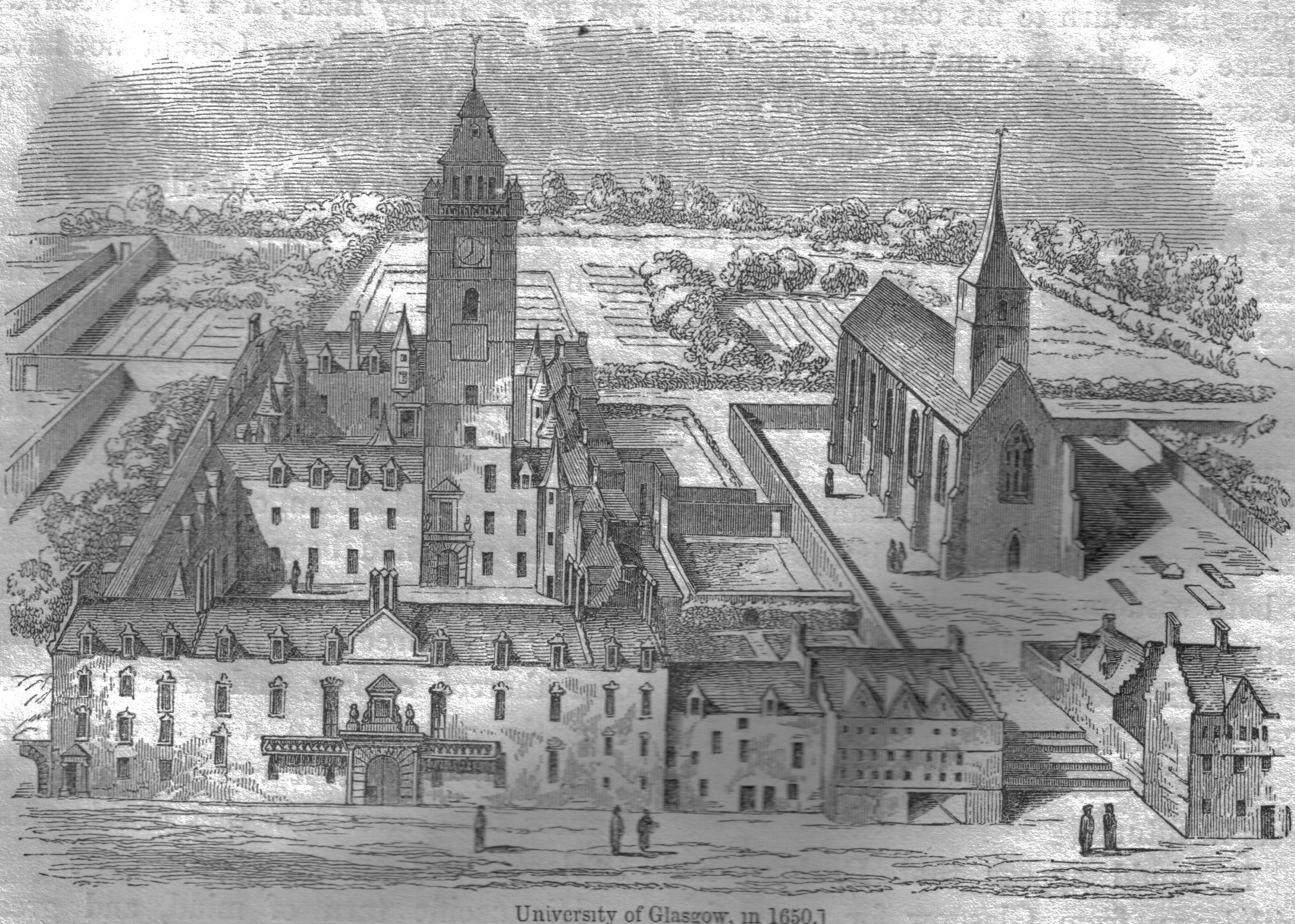
Una ilustración de 1650 de la Universidad de Glasgow, en la que MacFarlane se graduó en 1728

Alexander MacFarlane nació en Escocia c. 1702. Era hijo de John MacFarlane, que murió en 1705, y de Lady Helen Arbuthnot, hija de Robert Arbuthnot (2º vizconde de Arbuthnott). El lema de la familia Arbuthnot era "Astra castra, Numen lumen" (las estrellas mi campamento, el Señor mi luz). MacFarlane, el menor de cuatro hijos, ingresó en la Universidad de Glasgow, donde se graduó en 1728, y al poco tiempo emigró a la colonia de Jamaica.
Tras llegar a Jamaica inició una carrera como comerciante, y adquirió gradualmente varias propiedades en la colonia. En noviembre de 1735, habiéndose establecido como un próspero comerciante y juez asistente que poseía varias plantaciones de caña de azúcar, fue designado como el primer director general de Correos de Jamaica. También inició una carrera política, siendo elegido miembro de la Cámara de la Asamblea de Jamaica en 1754 en representación de la Parroquia de Saint Elizabeth. En 1747, compró la plantación "Biscany" en la parroquia de Saint Elizabeth a Benjamin Allan.
Además de su carrera profesional, también desarrolló un gran interés por la astronomía y las matemáticas. En la residencia que adquirió en Port Royal ordenó la construcción de un observatorio, comprando equipos de astronomía a Colin Campbell, otro dueño de plantaciones y astrónomo que era un conocido de Sir Edmond Halley. Campbell, miembro de la Royal Society, había construido un observatorio en Jamaica en 1731 para observar y catalogar las estrellas del hemisferio celeste sur.
Posteriormente, MacFarlane construyó un observatorio en Kingston, habiendo comprado todo el equipo astronómico de Campbell en 1743 con el fin de establecer un observatorio independiente. Este observatorio incluía un arco mural de 4 pies, un telescopio de tránsito de 5 pies, un reloj regulador de 1 mes y un sector cenital de 5 pies. Sin embargo, encontró difícil utilizar el sector cenital, por lo que diseñó un nuevo sector reflectante horizontal, y en 1755 contrató al fabricante de instrumentos suizo Pierre Martel, que se ocupaba del mantenimiento regular de su instrumental, para que se lo construyera.
En noviembre de 1743 escribió una carta al diseñador de telescopios escocés James Short, informándole sobre las observaciones astronómicas que había realizado en Jamaica. Después de recibir la carta de MacFarlane, Short viajó a Londres y la leyó a sus compañeros en la Royal Society, proponiendo nominarlo como miembro de la sociedad. Aunque, como señaló el historiador David Clarke, el trabajo astronómico de MacFarlane fue "bastante mínimo en términos modernos", la Royal Society lo nombró miembro el 20 de noviembre de 1746. MacFarlane continuó enviando informes de sus observaciones a la Royal Society hasta su muerte, el 23 de agosto de 1755. En el momento de su fallecimiento, poseía 791 esclavos repartidos en seis plantaciones de caña de azúcar.

## Legado
Después de su muerte, las autoridades coloniales convirtieron el observatorio de MacFarlane en Kingston en la cárcel del Condado de Surrey. Como murió soltero, MacFarlane dejó la mayor parte de su patrimonio en su testamento a sus dos hermanos, Walter y William. Su legado incluía las plantaciones "Serge Island", "Biscany", "Bog Pen", "Glen Goff", "Lennox Castle" y "Windsor". Su testamento también estipulaba que todos sus instrumentos astronómicos serían donados a la Universidad de Glasgow. El equipo fue transportado desde Jamaica a Escocia a bordo del buque mercante británico Casar, y sufrió daños durante el viaje debido a la exposición al aire del océano. Tras recibir los instrumentos el 29 de octubre de 1756, la universidad contrató a James Watt para repararlos. Al año siguiente, la universidad estableció un observatorio utilizando los instrumentos de MacFarlane, al que se llamó Observatorio Macfarlane en su memoria.
En el siglo XXI, la propiedad de esclavos por parte de MacFarlane ha sido objeto de una revisión crítica. La Universidad de Glasgow publicó un informe titulado "Esclavitud, abolición y la Universidad de Glasgow" en 2018, como parte de sus esfuerzos hacia un "programa de justicia reparadora". En el informe, que detalla la relación de la universidad con la esclavitud y el abolicionismo, los académicos Stephen Mullen y Simon Newman señalaron que la propiedad de esclavos por parte de MacFarlane le llevó a adquirir una gran fortuna. Mullen y Newman también señalaron que a pesar de que la donación de los instrumentos por parte de MacFarlane resultó vital para la fundación del observatorio en 1757, no proporcionó ningún apoyo monetario en su testamento a la universidad.